# Domena białka
Domena białka – fragment cząsteczki białka wyodrębniony ze względu na samoistną zdolność zachowania swojej struktury trójwymiarowej niezależnie od całej cząsteczki. 
Często domeny samoistnie zwijają się (ang. folding) z nowo wyprodukowanego łańcucha białka. Te same domeny często są obserwowane w różnych białkach. Mogą ulegać powieleniu (kilka takich samych domen w tym samym białku położonych jedna za drugą w łańcuchu białkowym).
Stanowią podstawowe funkcjonalne cegiełki w cząsteczce białka (np. domena kalmoduliny wiążąca wapń).
Do wykrywania domen używane są:
- przyrównanie sekwencyjne (ang. sequence alignment),
- przyrównanie strukturalne (ang. structural alignment).